# Kottayam (district)
Le  district de Kottayam est l'un des quatorze districts de l'État du Kerala en Inde. 

## Géographie

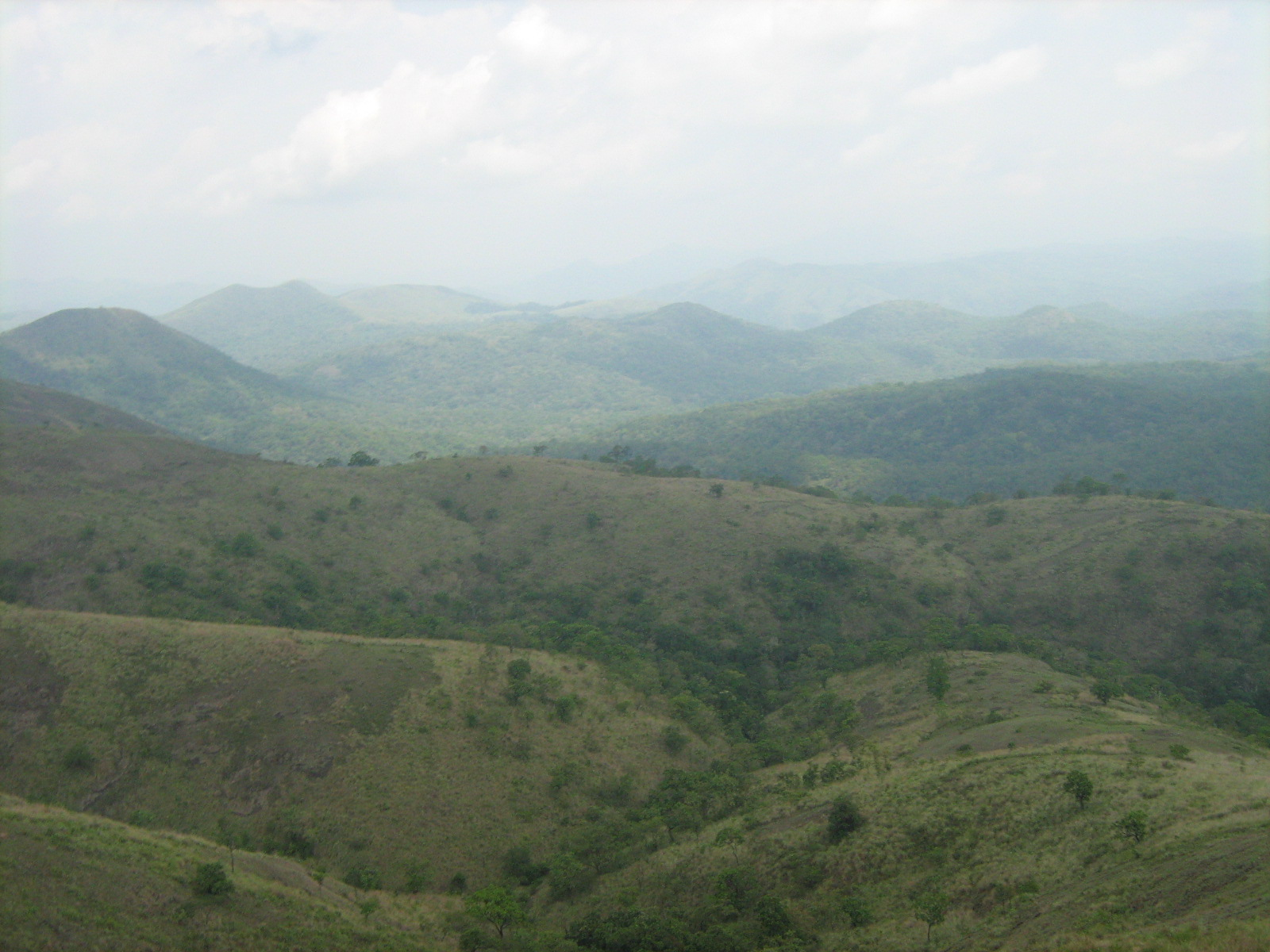
Vue sur les collines, depuis le sancutaire de Mangaladevi, non loin de Thekkady.

Le district est au sud de l’État et est situé entre la Mer d'Arabie et les Ghats occidentaux. Son chef-lieu est la ville de Kottayam. Le district est d'une superficie de 2 026 km2.
Sa population de 1 974 551 habitants, est rurale à 84,65 %.

### Climat
D'une température stable au cours de l'année, entre 25 et 32 °C  de moyenne, sous ce climat tropical, la mousson est présente entre juin et novembre.

### Végétation
Le district est un grand centre de production de paddy et de caoutchouc, il borde le Lac Vembanad et les lagunes.

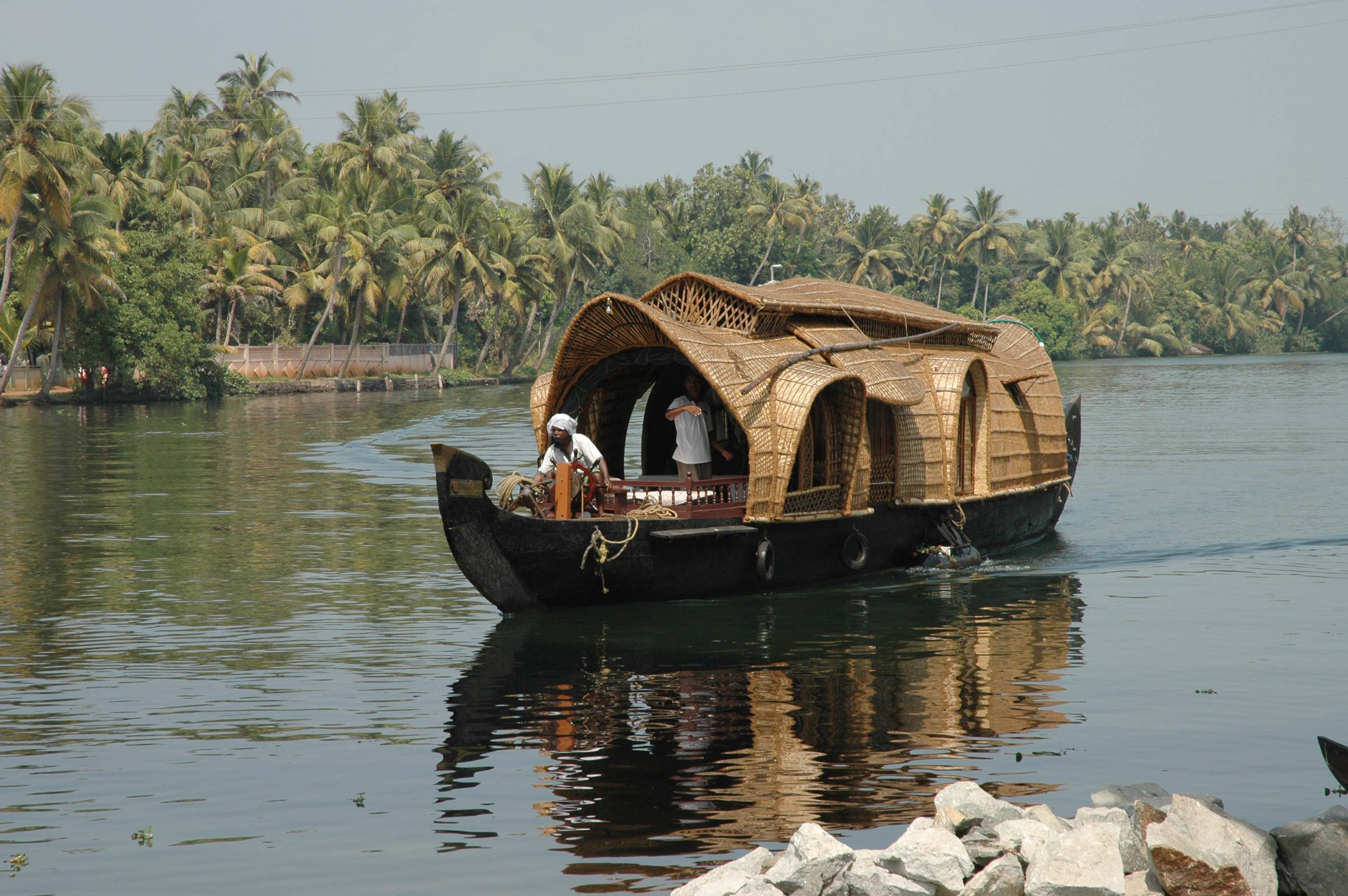
Habitation flottante à Kumarakom.

## Administration
Créé en 1868, il faisait partie de l'Etat princier de Travancore. Le district de Kottayam est depuis 1991 un district où le taux d'alphabétisation est de 100%. une subdivision du Kerala, son nom d'Alappuhuza fut officiel en 1990. Les langues officielles y sont le Malayalam, l'Anglais et l'Hindi.